# Conservatorismo autoritario
Il conservatorismo autoritario è un'ideologia politica che cerca di sostenere l'ordine, la tradizione e la gerarchia, spesso con la repressione forzata dei nemici radicali e rivoluzionari come i comunisti, i nazisti e gli anarchici. I movimenti e i regimi conservatori autoritari hanno incluso il chiangismo in Cina, il metaxismo in Grecia, e il franchismo in Spagna.
Sebbene il concetto di autorità sia stato identificato come un principio fondamentale del conservatorismo in generale, il conservatorismo autoritario è solo una delle tante forme diverse di conservatorismo. Si contrappone al conservatorismo libertario, che è la forma più comune di conservatorismo negli Stati Uniti.

## Ideologia

### Radici storiche
I due antenati filosofici del conservatorismo, Edmund Burke e Joseph de Maistre, ispirarono due forme separate di conservatorismo. Mentre il primo era radicato in una tradizione Whig più libertaria, il secondo era ultra montano, ultra realista e infine autoritario.
G. W. F. Hegel è stato anche identificato come uno dei più importanti filosofi conservatori. Soprattutto la sua opera Elements of the Philosophy of Right (1821) ha esercitato una forte influenza sull'ideologia conservatrice. Hegel ispirò autoritari di destra come Rudolf Kjellén in Svezia e Giovanni Gentile in Italia. I liberali classici sono stati critici nei confronti di Hegel: Karl Popper lo identificò come il principale ideologo dello stato autoritario prussiano e lo considerava uno dei principali nemici ideologici di una società aperta, e Isaiah Berlin lo accusò come uno degli architetti dell'autoritarismo moderno.

### Esponenti moderni
Il teorico politico tedesco Carl Schmitt sosteneva il conservatorismo autoritario. Indicato come "un osservatore acuto e analista delle debolezze del costituzionalismo liberale" dalla Stanford Encyclopedia of Philosophy, Schmitt era un critico della democrazia parlamentare, del liberalismo e del cosmopolitismo. Ha sviluppato una teologia politica attorno a concetti come la sovranità, sostenendo che "sovrano è colui che decide sull'eccezione" e sostenendo un potere presidenziale dittatoriale che potrebbe uscire dallo stato di diritto in uno stato di eccezione.
Il tradizionalista esoterico italiano Julius Evola è un altro influente filosofo conservatore autoritario.

### Relazione col fascismo

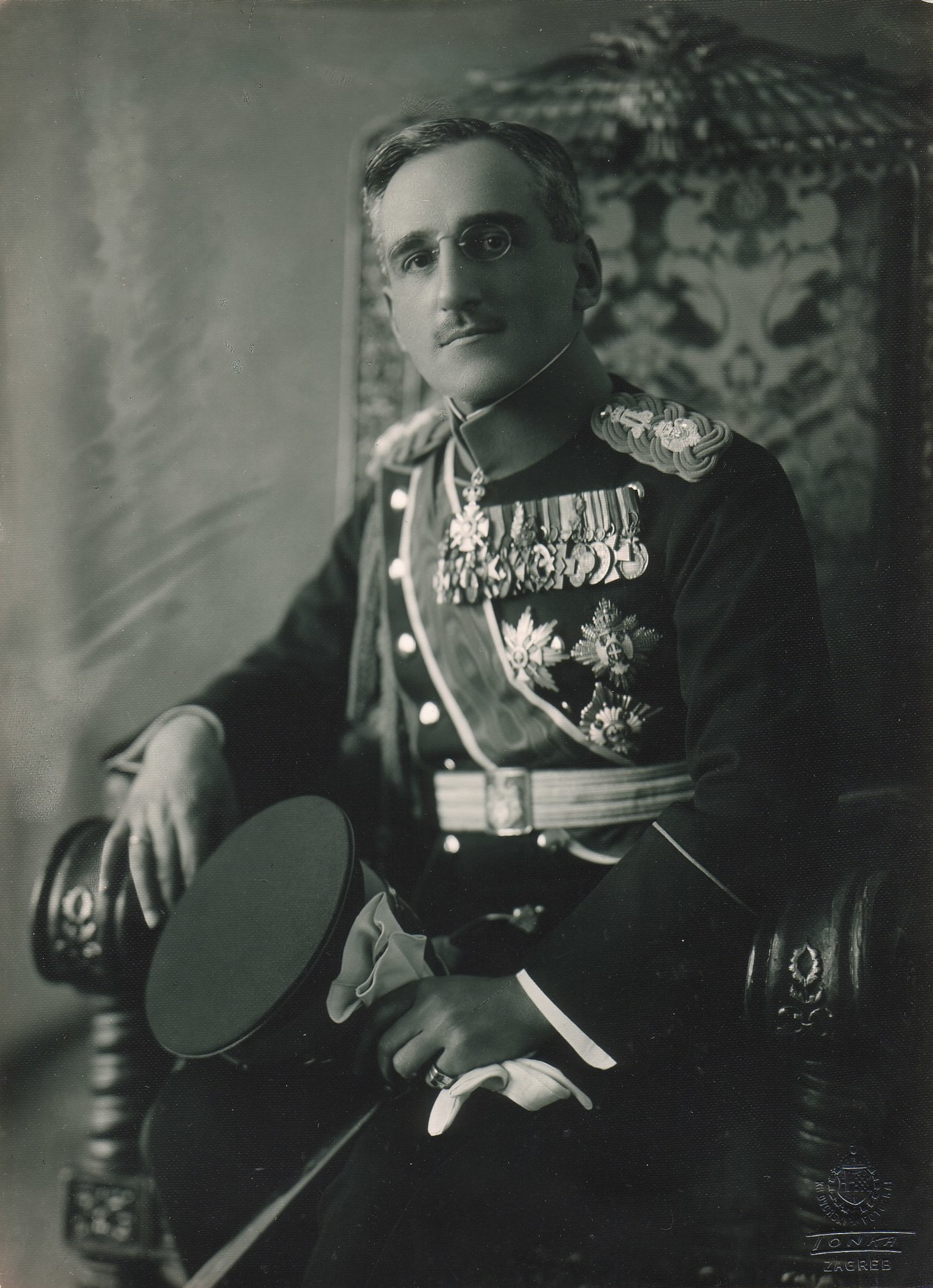
Re Alessandro I di Jugoslavia (1888–1934) fu assassinato da gli Ustaše

I movimenti conservatori autoritari erano prominenti nella stessa epoca del fascismo, con il quale a volte si scontrava. Sebbene entrambe le ideologie condividessero valori fondamentali come il nazionalismo e avessero nemici comuni come il comunismo e il materialismo, c'era comunque un contrasto tra la natura tradizionalista del conservatorismo autoritario e la natura rivoluzionaria, palingenetica e populista del fascismo, quindi era comune per i regimi conservatori autoritari sopprimere i crescenti movimenti fascisti e nazisti. L'ostilità tra le due ideologie è evidenziata dalla lotta per il potere in Austria, che fu segnata dall'assassinio dello statista ultra-cattolico Engelbert Dollfuss da parte dei nazisti austriaci. Allo stesso modo, i fascisti croati assassinarono il re Alessandro I di Jugoslavia.
Edmund Fawcett spiega la differenza tra fascismo e conservatorismo autoritario come segue:
Il fascista è un non-conservatore che porta l’antiliberalismo all’estremo. L’autoritario di destra è un conservatore che porta all’estremo la paura della democrazia.»
La destra autoritaria conservatrice si distingue dal fascismo in quanto questi conservatori tendevano a utilizzare la religione tradizionale come base per le loro visioni filosofiche, mentre i fascisti fondavano le loro idee sul vitalismo, sull’irrazionalismo o sul neo-idealismo secolare. I fascisti spesso attingevano all’immaginario religioso, ma lo utilizzavano come simbolo della nazione, sostituendo la spiritualità con l’ultranazionalismo e lo statolatria. Anche nei movimenti fascisti più religiosi, come la Guardia di Ferro rumena, “Cristo veniva privato del genuino mistero ultraterreno e ridotto a una metafora per la redenzione nazionale.”
Un termine utilizzato da alcuni studiosi è para-fascismo, che si riferisce a movimenti e regimi autoritari conservatori che adottano alcune caratteristiche associate al fascismo, come i culti della personalità, le organizzazioni paramilitari, i simboli e la retorica, senza però aderire ai principi fondamentali del fascismo, come l’ultranazionalismo palingenetico, il modernismo e il populismo.